# Kamienny trójprzedział
Kamienny trójprzedział – kamień graniczny w Sudetach Wschodnich, w Masywie Śnieżnika.
Kamień graniczny leżący na szczycie Śnieżnika w punkcie, gdzie schodziły się dawne historyczne granice Królestwa Czeskiego, hrabstwa kłodzkiego i margrabstwa morawskiego. Został postawiony w 1840 roku, ma kształt obelisku o trójkątnym przekroju, a na jego trzech ścianach umieszczone są monogramy.